# 33 Pegasi
33 Pegasi là định danh Flamsteed cho một sao đôi thị giác giác nằm trong chòm sao Pegasus. Nó có cấp sao biểu kiến là 6,2, nghĩa là nó ở giới hạn để có thể nhìn bằng mắt thường. Các phép đo được thực hiện bằng tàu không gian Hipparcos cho ra giá trị thị sai 0,02967", nghĩa là khoảng cách giữa nó với mặt trời chúng ta là khoảng xấp xỉ 110 năm ánh sáng.
Ngôi sao thứ nhất của hệ sao này là một ngôi sao nằm trong dãy chính với cấp sao biểu kiến là 6,4 với quang phổ thuộc loại F7 V. Nó có tuổi xấp xỉ tương đương với mặt trời là 4,1 tỉ năm nhưng tỉ lệ các nguyên tố khác với hydro và heli (tức là độ kim loại) thấp. Nhiệt độ hiệu dụng nơi quang cầu của nó có [[nhiệt độ hiệu dụng là 6169 Kelvin, nên nó là một ngôi sao loại F có ánh sáng màu vàng trắng.
Ngôi sao đồng hành của nó là một ngôi sao mờ hơn với cấp sao biểu kiến là 9,3. Nó nằm ở góc phân tách 0,42" dọc theo góc vị trí 0,0 độ. Chu kì quỹ đạo của cặp ngôi sao này thì quá lớn đến nỗi chúng ta vẫn chưa thể xác định được giá trị xấp xỉ.

## Dữ liệu hiện tại
Theo như quan sát, đây là hệ sao nằm trong chòm sao Phi Mã và dưới đây là một số dữ liệu khác:
Xích kinh 22h 23m 39.56438s
Xích vĩ 20° 50′ 53.6239″
Cấp sao biểu kiến 6.203 (6.391/9.287)
Cấp sao tuyệt đối 3.55
Vận tốc xuyên tâm 23.8 ± 0.4 km/s
Loại quang phổ F7 V
Giá trị thị sai 29,67 +/- 0,65 mas